# 4690 Стразбур
4690 Стразбур (4690 Strasbourg) је астероид са средњом удаљеношћу од Сунца која износи 1,937 астрономских јединица (АЈ).
Апсолутна магнитуда астероида је 13,7.